# Òscar Nogués
Òscar Nogués Farré (Banyeres del Penedès, Cataluña; 21 de mayo de 1978) es un expiloto de automovilismo español especializado en turismos hermano del también expiloto Jordi Nogués. En sus dieciséis años de trayectoria en circuitos consiguió proclamarse 5 veces campeón de las Copas Clio (1 española, 2 italianas y 2 europeas), 3 veces campeón y 4 veces subcampeón de las Supercopas SEAT León y 4 veces campeón de las 24 Horas de Barcelona.

## Trayectoria

### Inicios
Impulsado por la afición familiar al motorsport, Òscar empezó a pilotar con karts a los 9 años, compitiendo con licencia a partir de 1992. En 1993 se proclamó campeón en la categoría Fórmula del Campeonato de España de Karting, y subcampeón del campeonato de Madrid. En 1994 se proclamó campeón nacional en la categoría Inter-A. Sin presupuesto para seguir escalando, durante los siguientes años realizó algunas pruebas sociales de Motocross y Mountain-bike.

### Primera etapa en la Copa Renault
El difícil salto al automovilismo lo dio finalmente de la mano de la Red de Concesionarios Renault de Catalunya, ya que fue proclamado Jove Promesa del año 2000 en la segunda edición de este programa de búsqueda de talento al volante, lo que le permitió participar en la SúperCopa Mégane de aquel año arropado por los experimentados hermanos Codony en su estructura. Terminó octavo en su primera temporada después de sorprender ganando una carrera, acabar en otra segundo y marcar una pole. Participaría por primera vez esa temporada en las 24 Horas de Barcelona, donde quedaría subcampeón.
Seguiría dentro de la estructura oficial del equipo de Renault Catalunya durante las siguientes temporadas, En 2001 debutó con los Clio y terminó ese año cuarto tras dos segundos, dos poles y una vuelta rápida. Un año más tarde logró ser tercero en la clasificación absoluta pese verse perjudicado por las penalizaciones, siendo desposeído de un segundo y un tercero en el Jarama y excluido en la primera ronda en el Circuit Ricardo Tormo. Durante la temporada logró ganar una carrera, hacer tres terceros, una pole y tres vueltas rápidas. Finalmente lograría el campeonato en 2003 tras ganar 7 carreras y marcar 6 poles y 4 vueltas rápidas tras un gran duelo con Ramiro Muñiz Mora por el título. Estos dos años con los Codony y Anselm Llovera, sumado al año siguiente con su hermano y Sergi Ruiz, Nogués venció de forma absoluta y consecutiva las 24 Horas de Barcelona, siendo hoy en día el único piloto que ha logrado ese hito.

### Súper éxitos en la Supercopa SEAT

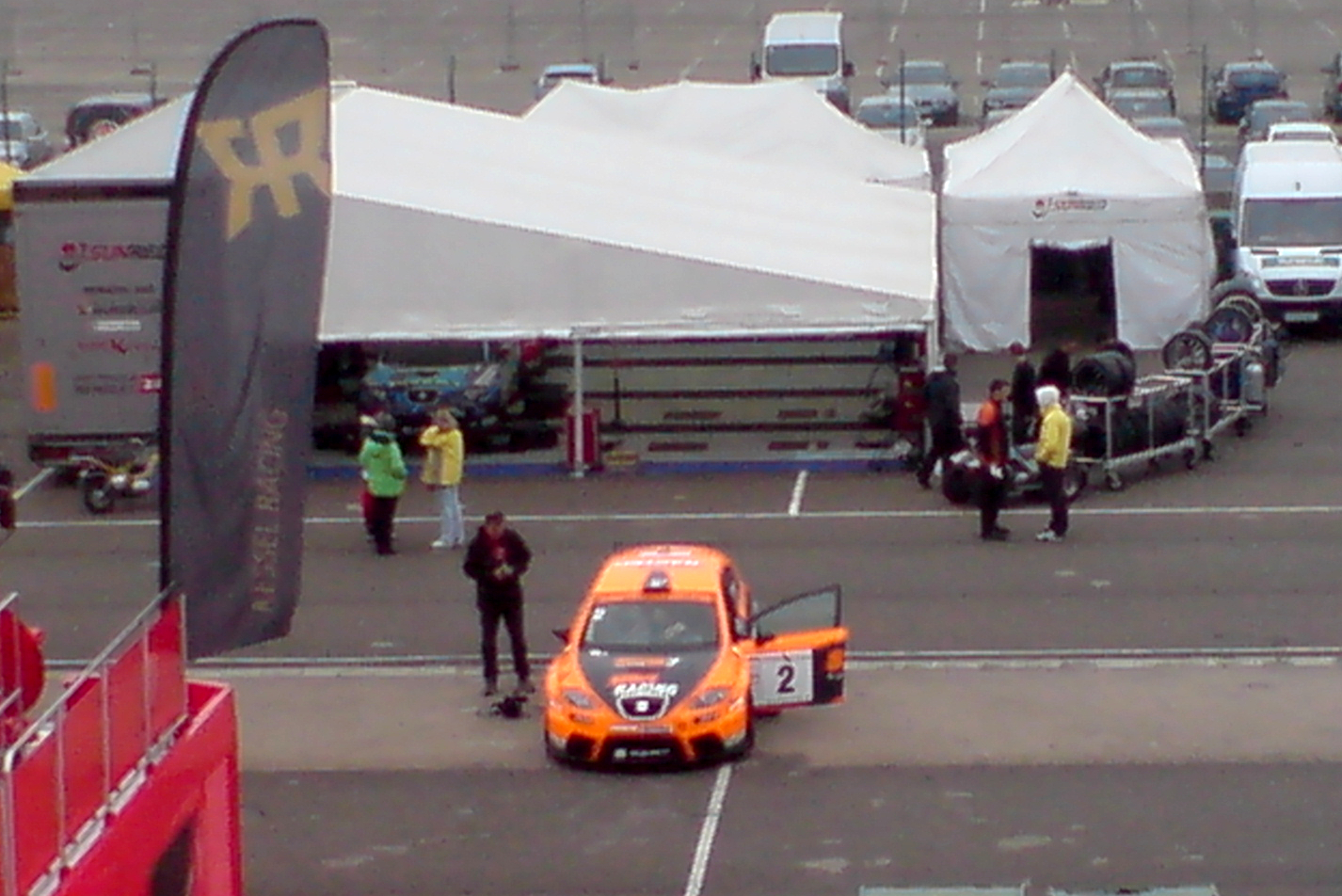
Coche de Òscar Nogués en la Supercopa SEAT León (2010)

Tras su primera copa nacional, en 2004 se une a la tercera temporada de la Supercopa SEAT León con el entrante de la Escudería Lleida y el preparador PCR Sport, tras un primer año de adaptación donde terminó décimo, el segundo año, sin presupuesto para hacer la temporada sale a la primera carrera a ver si conseguía algún premio que le permitiese seguir corriendo. Tras salir líder del primer meeting, siguió el campeonato disputando ronda a ronda en función de los resultados, y así logró su primera Supercopa en la última ronda, venciendo al otro gran candidato de la temporada Álvaro Rodríguez Sastre, que sufrió una avería en los últimos instantes del año. En 2005 y con el nuevo SEAT Mk2, volvió a conseguir quedar campeón tras un dominio amplio y regular del campeonato, no dejando opción al resto de los rivales.
En 2007 sin embargo, la suerte no le sonrió como en 2005, tras un gran duelo durante toda la temporada con José Manuel Pérez-Aicart, Òscar llegaba como segundo a la ronda final, con opciones de proclamarse tricampeón si todo le salía bien, puesto que el piloto valenciano se encontraba participando en una ronda del International GT Open en otro circuito. A pesar de ganar las dos primeras carreras y marcar las tres vueltas rápidas, pinchó cuando disputaba la penúltima vuelta de la carrera que cerraba el certamen. En 2008, donde además de conseguir el subcampeonato de la Supercopa Española tras grandes duelos con Tom Boardman y Francesc Gutiérrez, la temporada se saldó quedando campeón de la nueva Eurocopa SEAT León tras empatar a puntos con el croata Marin Čolak, pero terminando delante de él al lograr una victoria más. Como premio por este campeonato, se le concedió la participación en el ETCC, donde quedó subcampeón, ganando una de las mangas. Gracias a sus victorias en las Supercopas, también fue premiado por SEAT Sport con tres participaciones en el Campeonato del Mundo de Turismos (WTCC).
En 2009 y 2010, últimas temporadas de la Supercopa española, Óscar tuvo que conformarse con dos subcampeonatos más tras luchar duramente con el otro catalán especialista en esta copa: Marc Carol, que le venció en ambas ocasiones por pocos puntos finales. Durante estas temporadas siguió participando en las 24 Horas de Barcelona con un Seat Leon Supercopa, quedando tercero absoluto en 2005, en 2007 (tras la descalificación de otro concursante) y en 2008. En 2009 volvía a vencer (por cuarta vez) la gran prueba junto a los pilotos Borja Veiga, Manuel Sáez Merino y Ferrán Monje. En 2010 participó en las 24 Horas de Dubái donde venció en la categoría A3T, siendo vigésimo en la general.

### Vuelta a los Clio
Tras el cierre de la Supercopa, Nogués se une a la escudería italiana Rangoni Motorsport, con quienes ya había disputado una ronda de la Eurocopa SEAT en 2010. En 2011 domina la copa Clio italiana, con 8 victorias y 10 podios de 12 posibles. En 2012 decide seguir un doble programa: la Eurocopa Clio y la Copa española, donde regresaba 9 años después. En ambas su máximo rival sería el francés Marc Guillot, a quien le ganaría en la Eurocopa por 7 puntos, pero con quien perdería en la nacional, donde pese a acabar el campeonato empatados a puntos, Guillot se lo llevaba por haber conseguido una victoria más.
Tras una temporada 2013 agria, donde en la Eurocopa sufrió averías o accidentes en 8 de las 10 carreras que disputó (terminando en el podio en las otras dos), en 2014 volvía a realizar un doble programa, copiando el de 2011 pero cambiando la copa española por la copa italiana. Sin sufrir percances esta vez, dominó de nuevo las dos copas, para lograr un gran doblete poniendo punto final a su etapa con Rangoni y las copas Clio.
En 2015 disputó dos rondas con un Opel Astra OPC de Campos Racing en la recién creada TCR International Series, tras ello se retiró del mundo de la competición profesional.

## Resumen de trayectoria
| Temporada | Series                         | Escudería                                         | Carreras | Victorias | Poles | VR | Podios | Puntos  | Pos.    |
| --------- | ------------------------------ | ------------------------------------------------- | -------- | --------- | ----- | -- | ------ | ------- | ------- |
| 2000      | SuperCopa Mégane               | Team Codony Sport Renault Catalunya               | 8        | 1         | 1     | 0  | 2      | 100     | 8.º     |
| 2000      | 24 Horas de Barcelona          | Team Codony Sport Renault Catalunya               |          |           |       |    |        |         | 2.º     |
| 2001      | Copa Clio Renault Sport        | Team Codony Sport Renault Catalunya               | 8        | 0         | 2     | 1  | 2      | 120     | 4.º     |
| 2002      | Copa Clio Renault Sport        | Esc. Costa Brava - Codony Sport Renault Catalunya | 8        | 1         | 1     | 1  | 3      | 156     | 3.º     |
| 2002      | 24 Horas de Barcelona          | Team Codony Sport                                 |          |           |       |    |        |         | 1.º     |
| 2003      | Copa Clio Renault Sport        | Esc. Costa Brava - Codony Sport                   | 12       | 7         | 6     | ?  | 8      | 402     | 1.º     |
| 2003      | Eurocopa Renault Clio RS       | ?                                                 | 1        | 0         | 0     | 0  | 0      | ?       | ?       |
| 2003      | 24 Horas de Barcelona          | Team Codony Sport                                 |          |           |       |    |        |         | 1.º     |
| 2004      | Supercopa SEAT León            | Escudería Lleida - PCR Sport                      | 12       | 0         | ?     | ?  | 1      | 49      | 10.º    |
| 2004      | 24 Horas de Barcelona          | Pujolar Racing Volimes Sintec                     |          |           |       |    |        |         | 1.º     |
| 2005      | Supercopa SEAT León            | Escudería Lleida - PCR Sport                      | 12       | 4         | 9     | ?  | 3      | 169     | 1.º     |
| 2005      | 24 Horas de Barcelona          | SR2 Racing                                        |          |           |       |    |        |         | 3.º     |
| 2006      | Supercopa SEAT León            | Escudería Lleida - Racing for Belgium             | 15       | 6         | 2     | 8  | 8      | 152     | 1.º     |
| 2006      | Campeonato Mundial de Turismos | SEAT Sport                                        | 2        | 0         | 0     | 0  | 0      | 0       | NC      |
| 2007      | Supercopa SEAT León            | Sunrace Engineering                               | 18       | 7         | 1     | 6  | 7      | 123     | 2.º     |
| 2007      | Campeonato Mundial de Turismos | SEAT Sport                                        | 1        | 0         | 0     | 0  | 0      | 0       | NC      |
| 2007      | 24 Horas de Barcelona          | Inmomasnou                                        |          |           |       |    |        |         | 3.º     |
| 2008      | Supercopa SEAT León            | Monlau Scalextric Racing Team                     | 18       | 1         | 1     | 2  | 10     | 144     | 2.º     |
| 2008      | Eurocopa SEAT León             | Sunred                                            | 10       | 3         | 0     | 1  | 5      | 47      | 1.º     |
| 2008      | Campeonato Mundial de Turismos | Sunred                                            | 2        | 0         | 0     | 0  | 0      | 0       | NC      |
| 2008      | ETCC - S2000                   | Sunred                                            | 2        | 1         | 0     | 0  | 2      | 18      | 2.º     |
| 2008      | 24 Horas de Barcelona          | Sunred                                            |          |           |       |    |        |         | 3.º     |
| 2009      | Supercopa SEAT León            | Pujolar Racing / Sunred                           | 18       | 7         | 5     | 8  | 11     | 137     | 2.º     |
| 2009      | MINI Challenge España          | Cayma MINI Mataró Sunred                          | 4        | 0         | 0     | 0  | 2      | 26      | 21.º    |
| 2009      | 24 Horas de Barcelona          | Sunred Seven                                      |          |           |       |    |        |         | 1.º     |
| 2010      | Supercopa SEAT León            | Sunred                                            | 18       | 9         | 7     | 5  | 15     | 191     | 2.º     |
| 2010      | 24 Horas de Dubái - A3T        | Sunred                                            |          |           |       |    |        |         | 1.º     |
| 2010      | Eurocopa SEAT León             | Rangoni Motorsport                                | 2        | 0         | 1     | 0  | 0      | 0       | 27.º    |
| 2011      | Renault Clio Cup Italia        | Rangoni Motorsport                                | 12       | 8         | 4     | 5  | 10     | 318     | 1.º     |
| 2011      | Eurocopa Trofeo Mégane         | Oregon Team                                       | 2        | 0         | 0     | 0  | 0      | no apto | no apto |
| 2012      | Eurocopa Clio                  | Rangoni Motorsport                                | 8        | 3         | 1     | 0  | 5      | 115     | 1.º     |
| 2012      | Renault Clio Cup España        | Rangoni Motorsport                                | 12       | 4         | 7     | 5  | 9      | 300     | 2.º     |
| 2013      | Eurocopa Clio                  | Rangoni Motorsport                                | 10       | 1         | 1     | 2  | 2      | 40      | 9.º     |
| 2014      | Eurocopa Clio                  | Rangoni Corse                                     | 8        | 5         | 2     | 5  | 6      | 161     | 1.º     |
| 2014      | Renault Clio Cup Italia        | Rangoni Corse                                     | 12       | 6         | 3     | 3  | 10     | 233     | 1.º     |
| 2015      | TCR International Series       | Campos Racing                                     | 4        | 0         | 0     | 0  | 0      | 8       | 28.º    |
| Fuente:   |                                |                                                   |          |           |       |    |        |         |         |

## Resultados

### Campeonato Mundial de Turismos
| Año  | Equipo             | Coche          | 1     | 2     | 3     | 4     | 5     | 6     | 7         | 8        | 9     | 10    | 11    | 12    | 13    | 14    | 15    | 16    | 17       | 18       | 19       | 20        | 21    | 22    | 23    | 24    | Pos. | Puntos |
| ---- | ------------------ | -------------- | ----- | ----- | ----- | ----- | ----- | ----- | --------- | -------- | ----- | ----- | ----- | ----- | ----- | ----- | ----- | ----- | -------- | -------- | -------- | --------- | ----- | ----- | ----- | ----- | ---- | ------ |
| 2006 | SEAT Sport         | SEAT León      | ITA 1 | ITA 2 | FRA 1 | FRA 2 | GBR 1 | GBR 2 | GER 1     | GER 2    | BRA 1 | BRA 2 | MEX 1 | MEX 2 | CZE 1 | CZE 2 | TUR 1 | TUR 2 | ESP 1 19 | ESP 2 22 | MAC 1    | MAC 2     |       |       |       |       | NC   | 0      |
| 2007 | SEAT Sport         | SEAT León      | BRA 1 | BRA 2 | NED 1 | NED 2 | ESP 1 | ESP 2 | FRA 1     | FRA 2    | CZE 1 | CZE 2 | POR 1 | POR 2 | SWE 1 | SWE 2 | GER 1 | GER 2 | GBR 1    | GBR 2    | ITA 1 12 | ITA 2 DNS | MAC 1 | MAC 2 |       |       | NC   | 0      |
| 2008 | SUNRED Engineering | SEAT León TFSI | BRA 1 | BRA 2 | MEX 1 | MEX 2 | ESP 1 | ESP 2 | FRA 1 Ret | FRA 2 16 | CZE 1 | CZE 2 | POR 1 | POR 2 | GBR 1 | GBR 2 | GER 1 | GER 2 | EUR 1    | EUR 2    | ITA 1    | ITA 2     | JPN 1 | JPN 2 | MAC 1 | MAC 2 | 33.º | 0      |

### TCR International Series
| Año  | Equipo        | Auto           | 1   | 2   | 3   | 4   | 5   | 6   | 7   | 8   | 9   | 10  | 11    | 12    | 13  | 14  | 15     | 16     | 17  | 18  | 19  | 20  | 21  | 22  | Pos. | Pts. |
| ---- | ------------- | -------------- | --- | --- | --- | --- | --- | --- | --- | --- | --- | --- | ----- | ----- | --- | --- | ------ | ------ | --- | --- | --- | --- | --- | --- | ---- | ---- |
| 2015 |               |                | MYS | MYS | CHN | CHN | ESP | ESP | POR | POR | ITA | ITA | AUT I | AUT I | RUS | RUS | AUT II | AUT II | SGP | SGP | THA | THA | MAC | MAC | 28.º | 8    |
| 2015 | Campos Racing | Opel Astra OPC |     |     |     |     | 13  | Ret | 9   | 7   |     |     |       |       |     |     |        |        |     |     |     |     |     |     | 28.º | 8    |